# Hydrocyphon schoenmanni
Hydrocyphon schoenmanni es una especie de coleóptero de la familia Scirtidae.

## Distribución geográfica
Habita en Yunnan (China).